# Новая социальная сила
«Новая социальная сила» (тайск. พรรคพลังสังคมใหม่; также известная как «Плунг Сунгком Май») — тайская политическая партия, основанная 17 марта 2021 года под руководством Чаоварита Кхаджонпонгкирати.

## История
Общее собрание по учреждению партии «Новой социальной силы» состоялось 10 сентября 2020 года в Большом конференц-зале Нам Тонг, а официальная регистрация партии произошла 17 марта 2021 года.
«Новая социальная сила» впервые участвовала в парламентских выборах в 2023 году, получив на них одно место в Палате представителей. 18 мая 2023 года лидер «Движения вперёд» Пита Лимджароенрат объявил о формировании восьмипартийной коалиции, в которую вошла «Новая социальная сила».

## Электоральные результаты

### Парламентские выборы
| Выборы | Мест получено | Голосов | Доля   | Изменения | Лидер кампании             |
| ------ | ------------- | ------- | ------ | --------- | -------------------------- |
| 2023   | 1 из 500      | 174 897 | 0,47 % | ▲1 место  | Чаоварит Кхаджонпонгкирати |